# 1972年の音楽
1972年の音楽（1972ねんのおんがく）では、1972年（昭和47年）の音楽分野の動向についてまとめる。
1971年の音楽-1972年の音楽-1973年の音楽

## 出来事
- Tレックスらのグラム・ロックがブームになった[1]。
- ニール・ヤングの「孤独の旅路」が大ヒットした[2]。
- ニーノ・ロータ、アンディ・ウィリアムズの「ゴッドファーザー愛のテーマ」、ミッシェル・ポルナレフの「愛の休日」が日本で大ヒットした[3]。
- 日本ではよしだたくろう、井上陽水、もとまろ、古井戸、猫[注 1]、ピンク・ピクルス、ウィッシュ、五輪真弓らも活躍し、フォークソング・ブームとなった。GSの生き残り、ロックのモップスも「たどりついたらいつも雨降り」[注 1]をヒットさせた。
- 「新御三家」の西城秀樹と郷ひろみや、麻丘めぐみらのアイドルが相次いでデビューした。
- 天地真理・南沙織・小柳ルミ子の「三人娘」（のち「新三人娘」と称された）など、女性アイドル歌手達が大人気となる。
- この年のビルボード年間チャートのベスト5は以下のとおり。

1. ロバータ・フラック 「愛は面影の中に」
2. ギルバート・オサリバン 「アローン・アゲイン」
3. ドン・マクリーン 「アメリカン・パイ」
4. ハリー・ニルソン 「ウィズアウト・ユー」
5. サミー・デイヴィスJr. 「陽気なキャンディ・マン」

- 8月20日 - ロサンゼルス・メモリアル・コロシアムで「ワッツタックス」と銘打ったコンサートが開催される。10万人以上の集客があったと言われる。翌年、映画『ワッツタックス/スタックス・コンサート』が公開[4]。
- 11月 - 第3回日本歌謡大賞 瀬戸の花嫁／小柳ルミ子
放送音楽新人賞　森昌子／せんせい、三善英史／雨
- 12月31日
  - 第14回日本レコード大賞　喝采／ちあきなおみ

最優秀歌唱賞　和田アキ子／あの鐘を鳴らすのはあなた、最優秀新人賞　麻丘めぐみ／芽ばえ
  - 第23回NHK紅白歌合戦

## 1972年のシングル、アルバム

### 洋楽

#### シングル
| - ミッシェル・ポルナレフ 「愛の休日」 - ニーノ・ロータ /アンディ・ウィリアムズ「ゴッドファーザー愛のテーマ」 - グラス・ルーツ 「涙の滑走路」「恋は二人のハーモニー」 - ニール・ヤング 「孤独の旅路」 - アメリカ 「名前のない馬」 - ローリング・ストーンズ 「ダイスをころがせ」「ハッピー」 - オージェイズ 「裏切り者のテーマ」「992のケンカ」 - シカゴ 「ぼくらに微笑みを」「サタデイ・イン・ザ・パーク」 - T・レックス 「メタル・グゥルー」 - スリー・ドッグ・ナイト 「ブラック・アンド・ホワイト」 - クリーデンス・クリアウォーター・リバイバル 「サムデイ・ネバー・カムズ」 - アレサ・フランクリン 「デイ・ドリーミング」 - ギルバート・オサリバン 「アローン・アゲイン」「クレア」 - ドン・マクリーン 「アメリカン・パイ」「ヴィンセント」 - ジョン・レノン 「女は世界の奴隷か!」 - ウイングス 「アイルランドに平和を」「ハイ・ハイ・ハイ」 - リンゴ・スター 「バック・オフ・ブーガルー」 - カーペンターズ 「愛にさよならを」「小さな愛の願い」 - デヴィッド・ボウイ 「スター・マン」 - ハリケーン・スミス 「オウ・ベイブ」(1972-73) - ユーライア・ヒープ 「安息の日々」 - マウンテン 「暗黒への旅路」 - ホークウィンド 「シルバー・マシン」 - ジョニー・ナッシュ 「アイ・キャン・シー・クリアリー・ナウ」「スター・イット・アップ」 - エルヴィス・プレスリー 「バーニング・ラヴ」 - アルバート・ハモンド 「カリフォルニアの青い空」(1972-73) - カーリー・サイモン 「うつろな愛」(1972-73) - モット・ザ・フープル 「すべての若き野郎ども」 - トッド・ラングレン 「瞳の中の愛」「ハロー・イッツ・ミー」 - スティーヴィー・ワンダー 「迷信」 - レッド・ツェッペリン 「ロックン・ロール」 - ザ・ステイプル・シンガーズ 「アイル・テイク・ユー・ゼア」「リスペクト・ユアセルフ」 - アル・グリーン 「アイム・スティル・イン・ラヴ・ウィズ・ユー」 - ルー・リード 「ワイルド・サイドを歩け」 - リック・ネルソン&ザ・ストーン・キャニオン・バンド 「思い出のガーデン・パーティー」 - エルトン・ジョン 「クロコダイル・ロック」「ロケット・マン」「ホンキー・キャット」 - ポール・サイモン 「母と子の絆」「僕とフリオと校庭で」「ダンカンの歌」 - ムーディ・ブルース 「サテンの夜」 - ブレッド「灰色の朝」 「ギター・マン」「スウィート・サレンダー」 - スウィート 「ブロックバスター」 | - ロバータ・フラック 「愛は面影の中に」 - ビグラス&オズボーン 「秋はひとりぼっち」 - ビョルン&ベニー 「木枯しの少女」 - イングランド・ダン&ジョン・フォード「シーモンの涙」 - シールズ&クロフツ「思い出のサマー・ブリーズ」 - ジョー・テックス 「アイ・ガッチャ」 - スピナーズ 「フィラデルフィアより愛をこめて」「アイル・ビー・アラウンド」 - ニルソン 「ココナッツ」 - イーグルス「魔女のささやき」 - レオン・ラッセル 「タイト・ロープ」 - フィフス・ディメンション 「夢の消える夜」 - ヘレン・レディ 「私は女」 - ビリー・ポール 「ミー・アンド・ミセス・ジョーンズ」 - ドクター・ジョン 「アイコ・アイコ」 - ダニエル・ブーン 「ビューティフル・サンデー」 - メッセンジャーズ 「気になる女の子」 - ニール・リード 「ママに捧げる詩」 - ランディ・ニューマン 「セイル・アウェイ」 - イエス 「ラウンドアバウト」 - ビリー・プレストン 「アウタ・スペース」 - ボビー・ウーマック 「ウーマンズ・ゴッタ・ハヴ・イット」 - サミー・デイヴィスJr. 「陽気なキャンディ・マン」 - ビル・ウィザース 「リーン・オン・ミー」「ユーズ・ミー」 - ロギンス&メッシーナ 「ママはダンスを踊らない」 - ルーサー・イングラム 「イフ・ラヴィング・ユー・イズ・ロング」 - マーヴィン・ゲイ 「トラブル・マン」 - ティミー・トーマス 「かなわぬ想い」 - ゲイリー・グリッター 「ロックン・ロール」 - ホット・バター 「ポップコーン」 - ポップコーン・メイカーズ 「ポップコーン」 - ラズベリーズ 「ゴー・オール・ザ・ウェイ」「明日を生きよう」 - シャイ・ライツ 「オー・ガール」 - ジョー・サイモン 「パワー・オブ・ラブ」 - ザ・ドラマティックス 「イン・ザ・レイン」 - マック・デイヴィス 「愛は心に深く」 - ルッキング・グラス 「ブランディー」 - キング・ハーヴェスト 「ダンシング・イン・ザ・ムーンライト」（1972-73) - タニヤ・タッカー 「デルタの夜明け」 - ボビー・ヴィントン 「バット・アイ・ドゥ」 - ボビー・チャールズ 「スモール・タウン・トーク」 |

#### アルバム
| - ニール・ヤング 『ハーベスト』 - ローリング・ストーンズ 『メイン・ストリートのならず者』 - ジョン・レノン 『サムタイム・イン・ニューヨーク・シティ』 - シカゴ 『シカゴ5』 - Tレックス 『スライダー』 - ジェームス・ブラウン 『ゲット・オン・ザ・グッド・フット』 - テンプテーションズ 『オール・ディレクションズ』 - スティーヴィー・ワンダー 『トーキング・ブック』 - グラス・ルーツ 『ムーブ・アロング』 - ロバータ・フラック&ダニー・ハサウェイ 『ロバータ・フラック&ダニー・ハサウェイ』 - カーティス・メイフィールド 『スーパーフライ』 - アレサ・フランクリン 『ヤング・ギフティッド・アンド・ブラック』 - スティーリー・ダン 『キャント・バイ・ア・スリル』 - ルー・リード 『トランスフォーマー』 - デヴィッド・ボウイ 『ジギー・スターダスト』 - オールマン・ブラザーズ・バンド 『イート・ア・ピーチ』 - ドクター・ジョン 『ガンボ』 - ドゥービー・ブラザーズ 『トゥールーズ・ストリート』 - ボビー・チャールズ 『ボビー・チャールズ』 - ランディ・ニューマン 『セイル・アウェイ』 | - ムーディ・ブルース 『セブンス・ソジャーン』 - アリス・クーパー 『スクールズ・アウト』 - イエス 『危機』 - ジェフ・ベック・グループ 『ジェフ・ベック・グループ』 - ヴァン・モリソン 『セント・ドミニクの予言』 - ヴァン・ダイク・パークス 『ディスカヴァー・アメリカ』 - ポール・サイモン 『ポール・サイモン』 - カーリー・サイモン 『ノー・シークレッツ』 - バディ・ガイ&ジュニア・ウェルズ 『プレイ・ザ・ブルース』 - マイルス・デイヴィス 『オン・ザ・コーナー』 - ラズベリーズ 『明日を生きよう』 - オーネット・コールマン 『アメリカの空』 - リトル・フィート 『セイリン・シューズ』 - グレイトフル・デッド 『ヨーロッパ '72』 - ボニー・レイット 『ギヴ・イット・アップ』 - キャット・スティーヴンス 『キャッチ・ブル・アット・フォー』 - ニック・ドレイク 『ピンク・ムーン』 - フレディ・キング 『テキサス・キャノンボール』 |

## 年間チャート

### シングル（邦楽・洋楽）
年間TOP50
- オリコン

※1971年12月6日付 - 1972年11月27日付
- 1位 宮史郎とぴんからトリオ：「女のみち」
- 2位 小柳ルミ子：「瀬戸の花嫁」
- 3位 ビリーバンバン：「さよならをするために」
- 4位 よしだたくろう：「旅の宿」
- 5位 平田隆夫とセルスターズ：「悪魔がにくい」
- 6位 天地真理：「ひとりじゃないの」
- 7位 小柳ルミ子：「京のにわか雨」
- 8位 ペドロ&カプリシャス：「別れの朝」
- 9位 天地真理：「ちいさな恋」
- 10位 青い三角定規：「太陽がくれた季節」
- 11位 石橋正次：「夜明けの停車場」
- 12位 欧陽菲菲：「雨の御堂筋」
- 13位 天地真理：「虹をわたって」
- 14位 よしだたくろう：「結婚しようよ」
- 15位 チェリッシュ：「ひまわりの小径」
- 16位 尾崎紀世彦：「愛する人はひとり」
- 17位 麻丘めぐみ：「芽ばえ」
- 18位 三善英史：「雨」
- 19位 森田健作：「友達よ泣くんじゃない」
- 20位 アンディ・ウィリアムス：「ゴッドファーザー 愛のテーマ」
- 21位 奥村チヨ：「終着駅」
- 22位 ニール・リード：「ママに捧げる詩」
- 23位 橋幸夫：「子連れ狼」
- 24位 ハニー・ナイツ：「ふりむかないで」
- 25位 ポップ・トップス：「マミー・ブルー」
- 26位 朱里エイコ：「北国行きで」
- 27位 沢田研二：「許されない愛」
- 28位 南沙織：「純潔」
- 29位 天地真理：「水色の恋」
- 30位 森昌子：「せんせい」
- 31位 欧陽菲菲：「雨のエアポート」
- 32位 山本リンダ：「どうにもとまらない」
- 33位 内山田洋とクール・ファイブ：「この愛に生きて」
- 34位 上條恒彦：「出発の歌」
- 35位 欧陽菲菲：「夜汽車」
- 36位 欧陽菲菲：「恋の追跡 (ラブ・チェイス)」
- 37位 あがた森魚：「赤色エレジー」
- 38位 ザ・ニュー・シーカーズ：「愛するハーモニー」
- 39位 石橋正次：「鉄橋をわたると涙がはじまる」
- 40位 五木ひろし：「待っている女」
- 41位 森進一：「波止場町」
- 42位 小柳ルミ子：「お祭りの夜」
- 43位 平田隆夫とセルスターズ：「ハチのムサシは死んだのさ」
- 44位 沢田研二：「あなただけでいい」
- 45位 小柳ルミ子：「わたしの城下町」
- 46位 上條恒彦：「だれかが風の中で」
- 47位 小柳ルミ子：「雪あかりの町」
- 48位 尾崎紀世彦：「こころの炎燃やしただけで／ゴッドファーザー〜愛のテーマ」
- 49位 カーペンターズ：「スーパースター」
- 50位 南沙織：「哀愁のページ」

### アルバム（邦楽・洋楽）
年間TOP10
※1971年12月6日付 - 1972年11月27日付（データはLPチャートでの集計）
- 1位 天地真理：『水色の恋／涙から明日へ』
- 2位 よしだたくろう：『元気です。』
- 3位 天地真理：『ちいさな恋／ひとりじゃないの』
- 4位 サイモン&ガーファンクル：『サイモン&ガーファンクル』
- 5位 サイモン&ガーファンクル：『グレイテスト・ヒットII』
- 6位 小柳ルミ子：『初心を忘れまいと誓った日』
- 7位 カーペンターズ：『ゴールデン・プライズ』
- 8位 ビートルズ：『レット・イット・ビー』
- 9位 布施明：『ベスト・アルバム』
- 10位 ポール・サイモン：『ポール・サイモン』

## イベント
| 開催日         | タイトル                          |
| -------------- | --------------------------------- |
| 8月24日        | フォークコンサート 「びっくり箱」 |
| 12月30日・31日 | 祭1972暮 ―さらば歌達よ―           |
| 12月31日       | 第23回NHK紅白歌合戦               |

日本武道館公演
- 6月2日 - カーペンターズ
- 6月7日・8日 - シカゴ
- 8月17日 - ディープ・パープル
- 10月2日・3日 - レッド・ツェッペリン
- 11月28日・12月4日 - T・レックス

## 主な音楽賞
| 賞                                 | 受賞作・受賞者 |
| ---------------------------------- | --- |
| 第14回日本レコード大賞             | - 大賞 - 喝采／ちあきなおみ - 最優秀歌唱賞 - あの鐘を鳴らすのはあなた／和田アキ子 - 最優秀新人賞 - 芽ばえ／麻丘めぐみ - 歌唱賞 - 瀬戸の花嫁／小柳ルミ子 - 夜汽車の女／五木ひろし - 許されない愛／沢田研二 - 大衆賞 - 子連れ狼／橋幸夫 - ひとりじゃないの／天地真理 - 新人賞 - 太陽がくれた季節／青い三角定規 - 男の子女の子／郷ひろみ - 雨／三善英史 - せんせい／森昌子 |
| 第10回ゴールデン・アロー賞         | - 音楽賞 - 平尾昌晃 - 特別賞 - 天地真理 - グラフ賞 - 山本リンダ |
| 第5回下谷賞                        | - 作曲賞（第1部） - 該当作なし - 佳作（第1部） - 山崎一丸「行進曲「白銀賛歌」」 - 作曲賞（第2部） - 該当作なし - 佳作（第2部） - 寺井尚行「パッサカリアとフーガ」 - 作曲賞（第3部） - 該当作なし - 努力賞（第3部） - 池上敏「誦文」 |
| 第5回日本有線大賞                  | - 大賞 - 欧陽菲菲「雨のエアポート」 |
| 第5回全日本有線放送大賞            | - グランプリ - 内山田洋とクール・ファイブ「この愛に生きて」 |
| 第5回日本作詩大賞                  | - 大賞 - 奥村チヨ「終着駅」（作詞:千家和也） |
| 第5回新宿音楽祭                    | - 金賞 - 麻丘めぐみ、森昌子 - 銀賞 - 青い三角定規、三善英史、牧村三枝子ほか - 銅賞 - 伊丹幸雄、岩渕リリ、研ナオコほか - 敢闘賞 - チューインガムほか - 審査員特別奨励賞 - 藤原誠 |
| 第4回サントリー音楽賞              | - 小川昂 |
| 第4回ポピュラーソングコンテスト'72 | - 最優秀グランプリ - チューインガム「ゴリラの唄」、モップス「何処へ」、伊藤愛子「忘れたはずの愛」 - 入賞 - 松田晃「あなたの心の片すみに」 - 井上陽水「紙飛行機」 - 古谷和秀「プロポーズの仕方教えて下さい」 - ポップアイド「風の色は何色」 - 橋爪健一とラブ・クリエイション「神様は知らない」 - 山崎朗「二人はいま」 - よもやハナハナバンド「あなたなら」 - 九重佑三子「恋唄」 - 歌唱賞 - 高橋キヨシ「思い出は涙とともに」、伊藤愛子「忘れたはずの愛」 - 新人歌唱賞 - 松田晃「あなたの心の片すみに」、上田正樹「抵抗」 |
| 第3回世界歌謡祭                    | - カプリコーン「恋のフィーリング」 - アーニー・スミス「生きることが人生さ」 |
| 第3回日本歌謡大賞                  | - 大賞 - 瀬戸の花嫁／小柳ルミ子 - 放送音楽新人賞 - 雨／三善英史 - せんせい／森昌子 - 放送音楽賞 - ひとりじゃないの／天地真理 - 待っている女／五木ひろし - 雨のエア・ポート／欧陽菲菲 - さよならをするために／ビリー・バンバン - どうにもとまらない／山本リンダ |
| 第2回モービル音楽賞                | - 邦楽部門 - 松崎倭佳、稀音家幸 - 洋楽部門（本賞） - 朝比奈隆 |
| 第2回創作合唱曲公募                | - 入賞 - 平野淳一「潮風のうた」 - 佳作 - 鶴田耕一「潮風のうた」、水野勉「潮風のうた」、田原碩「潮風のうた」 |
| 第1回東京音楽祭                    | - 雪村いづみ「わたしは泣かない」 |

## デビュー
- 2月5日 - りりィ／たまねぎ
- 3月1日 - 井上陽水／人生が二度あれば…再デビュー
- 3月5日 - アリス／走っておいで恋人よ
- 3月5日 - 石川セリ／小さな日曜日
- 3月5日 - 頭脳警察／『頭脳警察1』
- 3月9日 - 猫／人生なんてそんなものさ
- 3月25日 - 西城秀樹／恋する季節 (1955-2018)
- 3月25日 - 佐藤公彦／『Keme VOL.1 午後のふれあい』
- 3月25日 - 古井戸／『古井戸の世界』
- 3月25日 - なぎら健壱[注 4]／『万年床』
- 3月25日 - 山本コウタロー／村の郵便配達
- 4月 - 芹洋子／牧歌〜その夏〜…再デビュー
- 4月 - 坂口良子／あこがれ
- 4月25日 - 谷山浩子／銀河系はやっぱりまわってる
- 4月25日 - あがた森魚／赤色エレジー
- 5月 - 藤原誠／長い旅の終わり
- 5月1日 - イーグルス／テイク・イット・イージー
- 5月5日 - バンバン／何もしないで
- 5月10日 - 宮史郎とぴんからトリオ／女のみち
- 5月25日 - 三善英史／雨
- 6月2日 - サディスティック・ミカ・バンド／サイクリング・ブギ
- 6月5日 - 麻丘めぐみ／芽ばえ
- 6月5日 - チューリップ／魔法の黄色い靴
- 7月1日 - 森昌子／せんせい
- 7月1日 - グラシェラ・スサーナ／サバの女王…日本デビュー
- 7月5日 - 荒井由実／返事はいらない
- 7月21日 - 奈良富士子／はだしの女の子
- 7月25日 - 牧村三枝子／少女は大人になりました
- 8月1日 - 郷ひろみ／男の子女の子
- 8月5日 - 小林麻美／初恋のメロディー
- 8月25日 - フィンガー5／キディ・キディ・ラブ…再デビュー
- 9月 - ファニー・カンパニー／スウィート・ホーム大阪
- 9月25日 - 伊藤銀次／留子ちゃんたら
- 9月25日 - 大塚たけし／自由に生きてほしい
- 10月21日 - 五輪真弓／少女
- 10月25日 - 海援隊／『海援隊がゆく』
- 11月1日 - 丸山圭子／『そっと私は』
- 11月25日 - アグネス・チャン／ひなげしの花…日本デビュー
- 11月25日 - こおろぎ'73／花咲じいさん
- 12月 - 上田正樹／金色の太陽が燃える朝に
- 12月25日 - キャロル／ルイジアンナ
- 12月5日 - 平和勝次とダークホース／宗右衛門町ブルース
- 月日不明 - 高見エミリー／青い森の日曜日
- 月日不明 - 天童よしみ／風が吹く…再デビュー
- 月日不明 - 増位山太志郎／いろは恋唄

## 解散・活動休止
- 1月2日 - ザ・ゴールデン・カップス（2003年再結成）
- 6月 - ロック・パイロット
- 12月31日 - はっぴいえんど

年内
- アフィニティー
- アフロディテス・チャイルド
- MC5（2003年再結成）
- オリー&ナイチンゲイルズ
- カクタス（2006年再結成）
- キャタピラ
- クエッション・ボーイズ
- クリーデンス・クリアウォーター・リバイバル
- ジェフ・ベック・グループ
- ジャマイカンズ
- じゅん&ネネ
- ジローズ（2013年再結成）
- ステッペンウルフ
- ゼム
- チェイス
- ドアーズ
- ザ・ハプニングス・フォー（2001年再結成）
- PYG
- ピンキーとキラーズ
- フィフィ・ザ・フリー
- マーサ&ザ・ヴァンデラス
- マッチング・モウル
- ザ・ムーブ（2004年再始動）
- ヤングブラッズ

## 誕生
- 1月10日 - 山口達也（埼玉県、TOKIOの元ベーシスト）
- 1月17日 - 平井堅（三重県、シンガーソングライター）
- 1月21日 - 光田康典（山口県、ゲーム音楽作曲家）
- 1月22日 - 朴璐美（東京都、声優・歌手）
- 1月24日 - 浅田あつこ（大阪府、演歌歌手）
- 1月24日 - 水田直志（高知県、ゲーム音楽作曲家）
- 1月25日 - Kiichi（広島県、歌手、Vlidge）
- 1月26日 - 小林建樹（兵庫県、歌手）
- 1月29日 - 栄喜（東京都、歌手、元SIAM SHADE/元ACID/DETROX）
- 1月29日 - 大東めぐみ（愛知県、タレント・元歌手）
- 2月1日 - テゴ・カルデロン（ プエルトリコ、ミュージシャン）
- 2月1日 - Kami（茨城県、ドラマー、MALICE MIZER、+1999年）
- 2月2日 - ダナ・インターナショナル（、歌手）
- 2月2日 - HISASHI（青森県、GLAYのギタリスト）
- 2月5日 - 窪田ミナ（福岡県、作曲家・ピアニスト）
- 2月6日 - DJ OASIS（東京都、DJ、KGDR/Radio Aktive Project）
- 2月6日 - ジノ・デラフォース（ アメリカ合衆国、歌手）
- 2月7日 - 諏訪内晶子（東京都、ヴァイオリニスト）
- 2月11日 - 松井亮（歌手、元the brilliant green/meister）
- 2月12日 - 五條真由美（茨城県、歌手、Project.R）
- 2月13日 - 夏目現（愛知県、ミュージックビデオ監督）
- 2月17日 - ビリー・ジョー・アームストロング（、グリーン・デイのボーカリスト）
- 2月17日 - YUKI（北海道、シンガーソングライター、元JUDY AND MARY/元Mean Machine/元NiNa/Chara+YUKI）
- 2月18日 - 藤林聖子（作詞家）
- 2月20日 - ケイオス（、ラッパー）
- 2月20日 - 松阪晶子（岩手県、歌手）
- 2月21日 - ソ・テジ（、ロックミュージシャン）
- 2月24日 - キリト（北海道、歌手、元PIERROT/Angelo）
- 2月24日 - アルカーディ・ヴォロドス（ ロシア、ピアニスト）
- 2月26日 - 遠藤一馬（東京都、ギタリスト、元SIAM SHADE/元Vivian or Kazuma）
- 2月28日 - 山本淳一（東京都、光GENJIの元メンバー）
- 3月9日 - 川江美奈子（東京都、歌手）
- 3月10日 - 藤井隆（大阪府、お笑いタレント・歌手、元Re:Japan）
- 3月11日 - UA（大阪府、歌手）
- 3月12日 - DJ MITSU（愛知県、DJ、nobodyknows+）
- 3月13日 - コモン（、ラッパー）
- 3月16日 - JOE（長崎県、ドラマー、元SEX MACHINEGUNS/DASEIN/CYCLE）
- 3月18日 - 黒柳能生（愛知県、ベーシスト、SOPHIA）
- 3月18日 - 高橋里華（埼玉県、タレント・元歌手）
- 3月19日 - イザベル・ファウスト（、ヴァイオリニスト）
- 3月20日 - アレックス・カプラノス（ スコットランド、歌手、フランツ・フェルディナンド）
- 3月29日 - SAICO（宮城県、歌手）
- 3月29日 - 諏訪部順一（東京都、声優・歌手、元スワベジュンイチ/元フェロ☆メン/元謎の新ユニットSTA☆MEN）
- 4月5日 - 大野まりな（広島県、声優・歌手）
- 4月5日 - 竹内順子（埼玉県、声優・歌手）
- 4月6日 - 千綿ヒデノリ（佐賀県、歌手・作詞家・作曲家）
- 4月7日 - 葛山信吾（三重県、俳優・元歌手）
- 4月11日 - bice（埼玉県、シンガーソングライター・作曲家、+ 2010年）
- 4月14日 - 翠玲（神奈川県、歌手・女優）
- 4月15日 - 磯部正文（広島県、歌手、HUSKING BEE）
- 4月23日 - IZAM（東京都、SHAZNAのボーカリスト）
- 4月26日 - ニコライ・ルガンスキー（ ソビエト連邦、ピアニスト）
- 4月29日 - 島涼香（埼玉県、元声優・元歌手）
- 4月29日 - 相川恵里（長崎県、元女優・元歌手）
- 5月2日 - 堀込泰行（埼玉県、歌手、元キリンジ/馬の骨）
- 5月6日 - 菊池志穂（神奈川県、声優・元歌手）
- 5月6日 - 増田未亜（鹿児島県、元女優・元歌手）
- 5月8日 - 安保"Suginho"一生（東京都、ギタリスト、元WANDS/元CANDYMAN/元LIT-HUM）
- 5月9日 - SHINGO☆西成（大阪府、ヒップホップMC）
- 5月9日 - 小高恵美（神奈川県、元女優・元歌手）
- 5月21日 - ノトーリアス・B.I.G.（、ラッパー、+ 1997年）
- 5月21日 - 田中フミヤ（京都府、テクノミュージシャン、KARAFUTO）
- 5月22日 - 野月貴弘（北海道、歌手、SUPER BELL"Z）
- 5月22日 - ゴリ（沖縄県、お笑い芸人、ガレッジセール/元松浦ゴリエ）
- 5月24日 - 上杉昇（神奈川県、シンガーソングライター・作詞家、元WANDS/元al.ni.co/猫騙）
- 5月25日 - 石田ひかり（東京都、女優・元歌手）
- 5月29日 - Közi（新潟県、ギタリスト、元MALICE MIZER）
- 5月30日 - 保志総一朗（福島県、声優・歌手）
- 6月6日 - 黒田倫弘（京都府、歌手、元Iceman/元SCARECROW）
- 6月16日 - KIN（東京都、ヒップホップMC、MELLOW YELLOW）
- 6月20日 - 新村敦史（兵庫県、歌手、CHAINS）
- 7月1日 - 稲田徹（東京都、声優・歌手）
- 7月10日 - イカルス渡辺（茨城県、歌手）
- 7月10日 - 藤原道山（東京都、尺八奏者、KOBUDO -古武道-）
- 7月11日 - TAKEO（福島県、ドラマー、PIERROT/Angelo）
- 7月14日 - 鈴木真仁（神奈川県、声優・元歌手）
- 7月17日 - 濱田貴司（兵庫県、作曲家、arp）
- 7月17日 - 平泉光司（北海道、歌手、benzo/COUCH）
- 7月19日 - 人時（岐阜県、ベーシスト、元黒夢）
- 7月19日 - 藤木直人（岡山県、俳優・歌手）
- 7月21日 - はるな愛（大阪府、タレント・元歌手）
- 7月25日 - マシータ（山口県、ドラマー、元NATSUMEN/元BEAT CRUSADERS）
- 8月2日 - 亀井亨（大阪府、ドラマー、GRAPEVINE）
- 8月4日 - 矢嶋良介（大阪府、歌手、元MOON）
- 8月4日 - 伊藤利恵子（歌手、ROUND TABLE）
- 8月6日 - ジェリ・ハリウェル（ イングランド、歌手、元スパイス・ガールズ）
- 8月8日 - アナスタシア・チェボタリョーワ（ ロシア、ヴァイオリニスト）
- 8月9日 - 張惠妹（ 台湾、歌手）
- 8月11日 - 喜多嶋舞（神奈川県、元女優・元歌手）
- 8月15日 - 藤田勇（ドラマー、MO'SOME TONEBENDER）
- 8月16日 - 西田ひかる（神奈川県、タレント・元歌手）
- 8月18日 - 中居正広（神奈川県、元タレント・元歌手、元SMAP）
- 8月18日 - 米倉千尋（神奈川県、歌手）
- 8月18日 - KEIKO（大分県、歌手、globe）
- 8月18日 - 畠山美由紀（宮城県、歌手、Double Famous/Port of Notes）
- 8月29日 - 石坂マサヨ（歌手、ロリータ18号）
- 9月2日 - 高橋良明（東京都、俳優・歌手、1989年）
- 9月7日 - 小島大介（熊本県、音楽プロデューサー、Port of Notes）
- 9月8日 - 大石まどか（北海道、演歌歌手）
- 9月8日 - 関智一（東京都、声優・歌手、元ヴァイスクロイツ）
- 9月12日 - 朝日美穂（東京都、歌手、元ミホミホマコト）
- 9月13日 - 陳慧琳（ イギリス領香港、歌手）
- 9月17日 - 花島優子（茨城県、タレント・歌手）
- 9月21日 - リアム・ギャラガー（、オアシスのリードボーカリスト）
- 9月26日 - 鈴木政行（北海道、ドラマー、LOUDNESS/元SABER TIGER）
- 9月30日 - 小島麻由美（東京都、シンガーソングライター）
- 10月1日 - エサ・ホロパイネン（ フィンランド、歌手、アモルフィス）
- 10月3日 - 真木蔵人（東京都、俳優・ラッパー）
- 10月5日 - 酒井雄二（愛知県、歌手、ゴスペラーズ/元ゴスペラッツ）
- 10月5日 - 高橋コウタ（神奈川県、ゲーム作曲家）
- 10月6日 - リュ・シウォン（ 大韓民国、俳優・元歌手）
- 10月8日 - 上原潤之助（東京都、三味線奏者）
- 10月9日 - 長野博（神奈川県、20th Centuryのメンバー）
- 10月10日 - 晴山さおり（神奈川県、元演歌歌手）
- 10月13日 - KAORU（歌手、L'luvia）
- 10月17日 - エミネム（、ラッパー）
- 10月17日 - JIRO（北海道、GLAY・THE PREDATORSのベーシスト）
- 10月17日 - タルカン（、歌手）
- 10月21日 - 米倉利紀（大阪府、歌手）
- 10月21日 - 森田成一（東京都、声優・歌手）
- 10月23日 - 小松シゲル（長野県、ドラマー）
- 10月27日 - 高木和弘（大阪府、ヴァイオリニスト、A Hundred Birds）
- 10月29日 - NIY（東京都、ベーシスト、SHAZNA）
- 10月29日 - 佐藤元章（神奈川県、ベーシスト、元Syrup 16g）
- 10月31日 - 飯島愛（東京都、元AV女優、タレント、元歌手、+2008年）
- 11月1日 - 古内東子（東京都、歌手）
- 11月1日 - トニ・コレット（ オーストラリア、女優・ミュージシャン）
- 11月2日 - 百々和宏（福岡県、歌手、MO'SOME TONEBENDER）
- 11月8日 - AOI（北海道、ギタリスト、SHAZNA）
- 11月13日 - 木村拓哉（東京都、SMAPのメンバー）
- 11月26日 - Ryo（東京都、ヒップホップMC、ケツメイシ）
- 11月28日 - 松雪泰子（佐賀県、女優・元歌手）
- 11月29日 - 荻原秀樹（東京都、声優・元歌手）
- 12月3日 - 近藤薫（愛知県、歌手、元スィートショップ）
- 12月3日 - 高岡早紀（神奈川県、女優・歌手）
- 12月4日 - 宮村優子（兵庫県、声優・元歌手）
- 12月5日 - TAKAO（大阪府、歌手、元BIGBELL）
- 12月6日 - ユキリョウイチ（俳優・歌手）
- 12月10日 - IPPEI（熊本県、歌手、FEEL）
- 12月12日 - 高野哲（北海道、歌手、ZIGZO/元MALICE MIZER/nil/THE JUNEJULYAUGUST/THE BLACK COMET CLUB BAND）
- 12月13日 - 上新功祐（熊本県、歌手）
- 12月15日 - 春野寿美礼（東京都、女優・元歌手）
- 12月18日 - 武田真治（北海道、タレント・サクソフォニスト）
- 12月19日 - アリッサ・ミラノ（ アメリカ合衆国、女優・歌手）
- 12月22日 - ロマン優光（高知県、DELAY、ロマンポルシェ。）
- 12月22日 - ヴァネッサ・パラディ（、歌手）
- 12月23日 - ジョニー大蔵大臣（石川県、歌手、水中、それは苦しい）
- 12月23日 - 有松益男（ 福岡県、ドラマー、BACK DROP BOMB/元PONTIACS/元KEMURI）
- 12月26日 - 東田トモヒロ（熊本県、歌手）
- 12月27日 - ニクラス・エンゲリン（ スウェーデン、ギタリスト、イン・フレイムス）
- 12月27日 - 堀川早苗（千葉県、元女優・元タレント・元歌手）
- 月日不明 - 辻川幸一郎（ミュージックビデオ監督）
- 月日不明 - 番場秀一（京都府、ミュージックビデオ監督）

## 死去
- 2月19日 - リー・モーガン[注 5]（、ジャズ・トランペット奏者、*1938年）
- 3月4日 - "スカーフェイス"・ジョン・ウィリアムズ（、歌手、*1938年）
- 4月3日 - ファーディ・グローフェ（、作曲家、*1892年）
- 8月16日 - ジョン・バーンズ・チャンス（、作曲家、*1932年）
- 9月1日（遺体発見日） - 白木秀雄（東京都、ジャズ・ドラマー、*1933年）
- 10月4日 - 東海林太郎（秋田県、歌手、*1898年）
- 10月17日 - 明本京静（青森県、作曲家、*1905年）